# 火石砲
火石砲，也称火石炮是南宋的將領魏胜军队中设立的重型火器，射程达200步，在魏勝守禦海州與金朝作戰時使用，其實際的原理不確定，有可能是以火藥發射石頭，或是同時發射石頭和火藥。